# Microloxia pruinosa
Microloxia pruinosa är en fjärilsart som beskrevs av Butler 1880. Microloxia pruinosa ingår i släktet Microloxia och familjen mätare. Inga underarter finns listade i Catalogue of Life.